# 1019
1019 (MXIX) fue un año común comenzado en jueves del calendario juliano.

## Acontecimientos
- Moravia se convierte en parte de Bohemia.
- Yaroslav el Sabio, que ya era príncipe de Nóvgorod, se convierte en príncipe de la Rus de Kiev, sucediendo a Sviatopolk I.
- Se pacta en Kungälv un tratado entre Suecia y Noruega.
- Los sarracenos atacan el puerto francés de Narbona.

## Asia
- Piratas Jurchen atacan la Isla Tsushima y la Isla Iki.

## Nacimientos
- Abe no Sadatō, comandante y protector del castillo Kuriyagawa.
- 12 de mayo - Domingo de la Calzada, religioso y santo español.
- Munjong de Koryo, monarca de Corea.
- Zeng Gong, erudito e historiador chino de la dinastía Song.

## Fallecimientos
- Eyvind Úrarhorn, guerrero y caudillo vikingo.
- Federico de Luxemburgo, conde de Moselgau.
- San Heimerado, sacerdote, peregrino y predicador alemán.
- Minamoto no Michinari, poeta y cortesano japonés.
- Sviatopolk I de Kiev, knyaz de Turau y veliki knyaz de Kiev.